# Joséphin Soulary

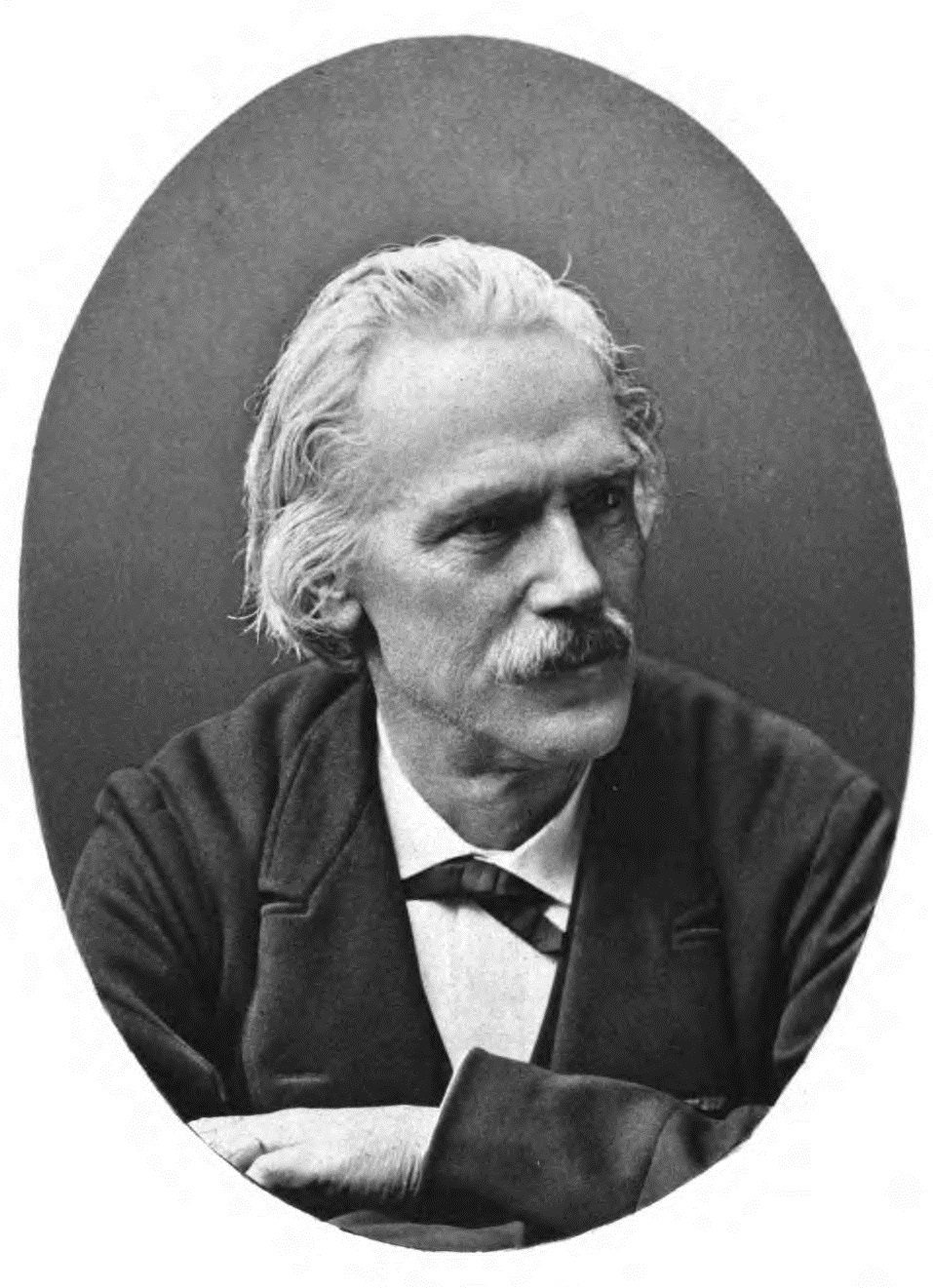
Joséphin Soulary

Joséphin Soulary, eigentlich Joseph Marie Soulary (* 23. Februar 1815 in Lyon; † 28. März 1891 ebenda), war ein französischer Dichter.

## Leben

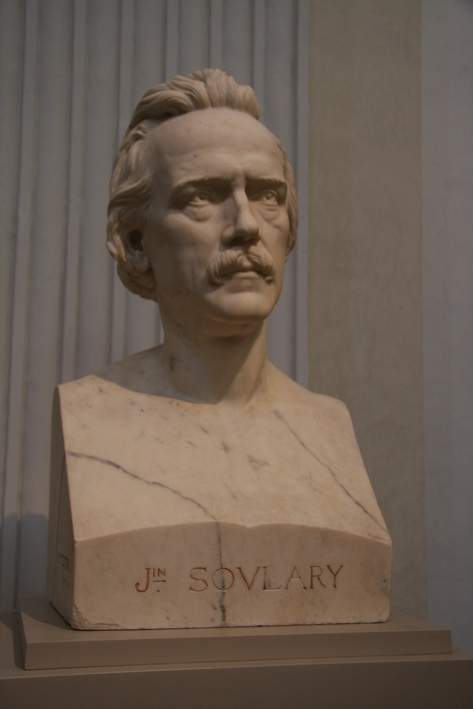
Joséphin Soulary, Büste von Charles Textor

Soulary trat 1831, mit 16 Jahren, in die Armee ein und blieb dort bis 1836. Aus dieser Zeit stammen seinen ersten Veröffentlichungen; kleine lyrische Arbeiten patriotischer Natur, die er unter dem Pseudonym „S. Grenadier“ in der Zeitschrift L'Indicateur de Bordeaux veröffentlichen konnte. 1840 erhielt Soulary in seiner Heimatstadt bei der Präfektur des Département Rhône eine Anstellung.
Daneben konnte er sich mit der Zeit auch einen Namen als Schriftsteller erarbeiten. Jules Janin wurde auf ihn aufmerksam und begann ihn zu fördern. Über diesen lernte Soulary Arsène Houssaye und andere Parnassiens kennen, denen er sich dann auch anschloss. Alphonse Lemerre nahm später einige Arbeiten Soularys in die Anthologie Le Parnasse contemporain auf.

## Werke (Auswahl)
Lyrik
- À travers champs (1838)
- Le chemin de fer (1839)
- Les Éphémères (2 Bände 1846 und 1857)
- Sonnets humoristiques (Lyon 1857)
- Les Figulines (1862)
- Les diables bleus (1870)
- Pendant l'invasion (1871)
- La chasse aux mouches d'or (1876)
- Les rimes ironiques (1877)

Theaterstücke
- Un grand homme qu'on attend (1879)
- Promenade autour d'un tiroir (1886)

Werkausgabe
- Œuvres poétiques (3 Bde., 1872–1884)